# Trillayo
Trillayo es una localidad situada en el Concejo de Bedoya del municipio de Cillorigo de Liébana, en la comarca de Liébana (Cantabria, España).
Situado en el valle de Bedoya, al salir del Desfiladero de la Hermida, es el primer pueblo de este valle y también el más bajo (380 metros sobre el nivel del mar). Cuenta con una población (según datos de INE de enero de 2021) de 20 habitantes.

## Naturaleza
Trillayo está situado en una zona de gran belleza paisajística en la que predominan las zonas pobladas por bosques formados principalmente por tilos y robles, aunque existen también olmos, fresnos, hayas, etc.
Pertenece a uno de los valles con más atractivo turístico, especialmente para aquellas personas amantes de la naturaleza y del turismo rural, ya que se encuentra en un marco natural de especial e inigualable belleza, formada por espléndidos paisajes de verdes laderas y grandes montañas. Es uno de los pueblos donde mejor se puede observar todo el conjunto de montes que forman los Picos de Europa.
Además cuenta en sus proximidades con el río Deva que posee un alto valor piscícola, especialmente en salmónidos, y en cuyos límites se sitúan los más importantes cotos salmoneros.

## Historia
En el año 1461 se cita a la localidad por primera vez en el Cartulario de Santo Toribio. Sus viejos ventanales y sus diversos pórticos nos demuestran desde, incluso, la entrada al pueblo, que se trata de una población con muchos años de historia. En Trillayo se asentó en 1654 el apellido de las Cuevas.

## Arquitectura

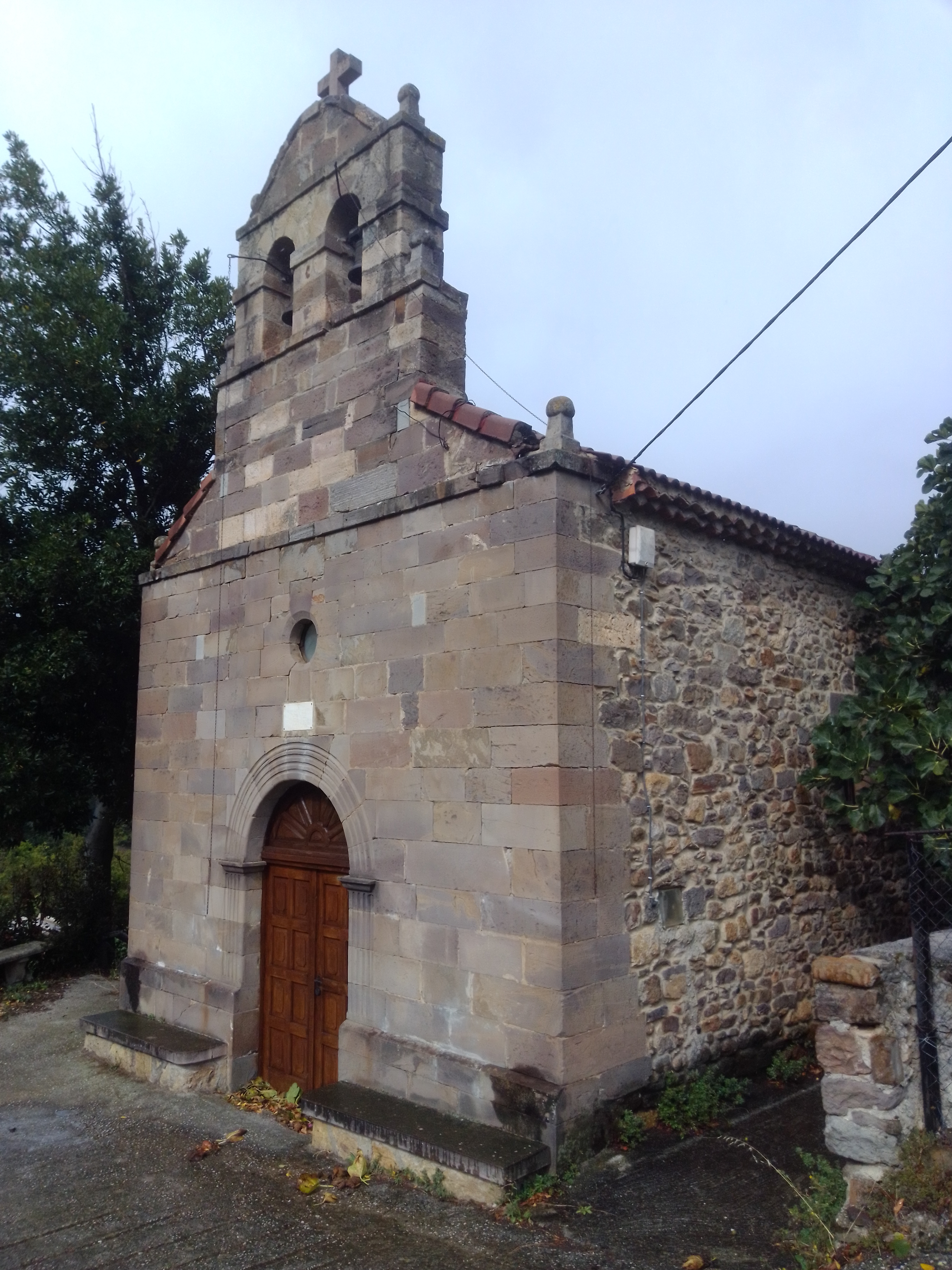
Iglesia parroquial

En las inmediaciones se encuentra una ermita en mal estado de conservación, que formó parte del presbiterio de la antigua iglesia parroquial. Dicha ermita hace las veces de cementerio local. En la esquina derecha posee una inscripción que cita: “Esta capilla fundó Fernando Gutiérrez Carbón de Bedoya”. En el interior, sobre los nichos de reciente construcción, hay una bóveda policromada en azul y dorado en forma de cúpula celeste, y sobre el arco principal existe un escudo muy deteriorado.
En el margen del río Deva existen varias construcciones en ruinas y de mal acceso por la abundante vegetación. Se trata de tres antiguos molinos que aparecen citados en el catastro del Marqués de la Ensenada.
Posee una iglesia construida en el siglo XX. En su interior podemos encontrar un retablo, de mediados del siglo XVIII, y el relieve del ático, representándose la aparición del ángel a San Pedro en la cárcel. Se sabe que poseía, además, una imagen de una virgen románica en su interior, actualmente perdida.
Cabe destacar, como edificaciones interesantes, la casa de Monasterio, del siglo XVI, emplazada en el centro del pueblo, frente a una plaza donde se sitúa también la escuela (sin usar para tal fin desde los años 50, aproximadamente), y el lavadero, ambas construcciones del siglo XX.

## Fiestas
Trillayo celebra el 18 de diciembre la festividad de Nuestra Señora de la O. Estudios no suficientemente probados especulan con la posibilidad de que rememore el año nuevo celta.